# Burnside (Arizona)
Burnside és una concentració de població designada pel cens dels Estats Units a l'estat d'Arizona. Segons el cens del 2000 tenia 632 habitants.

## Demografia
Segons el cens del 2000, Burnside tenia 632 habitants, 173 habitatges, i 134 famílies La densitat de població era de 26,2 habitants/km².
Dels 173 habitatges en un 48,6% hi vivien nens de menys de 18 anys, en un 38,2% hi vivien parelles casades, en un 33,5% dones solteres, i en un 22% no eren unitats familiars. En el 21,4% dels habitatges hi vivien persones soles el 3,5% de les quals corresponia a persones de 65 anys o més que vivien soles. El nombre mitjà de persones vivint en cada habitatge era de 3,65 i el nombre mitjà de persones que vivien en cada família era de 4,35.
Per edats la població es repartia de la següent manera: un 44,8% tenia menys de 18 anys, un 10% entre 18 i 24, un 27,5% entre 25 i 44, un 13,6% de 45 a 60 i un 4,1% 65 anys o més.
L'edat mediana era de 21 anys. Per cada 100 dones de 18 o més anys hi havia 85,6 homes.
La renda mediana per habitatge era de 24.063 $ i la renda mediana per família de 25.441 $. Els homes tenien una renda mediana de 18.661 $ mentre que les dones 21.389 $. La renda per capita de la població era de 8.236 $. Aproximadament el 30,6% de les famílies i el 38,9% de la població estaven per davall del llindar de pobresa.
Segons el cens dels Estats Units del 2010 el 91,77% són nadius americans i el 7,12% blancs.

## Poblacions més properes
El següent diagrama mostra les poblacions més properes.